# وینسنت برایانت
وینسنت برایانت (انگلیسی: Vincent Briant؛ زادهٔ ۹ ژانویهٔ ۱۹۸۶) بازیکن فوتبال اهل فرانسه است.
از باشگاه‌هایی که در آن بازی کرده‌است می‌توان به باشگاه فوتبال نانت و باشگاه فوتبال سدان اشاره کرد.
وی همچنین در تیم ملی فوتبال Brittany بازی کرده‌است.